# Morti nel 1995/Novembre
| Questa pagina contiene informazioni ricavate automaticamente dalle voci biografiche con l'ausilio del template Bio e di un bot. L'aggiornamento è periodico e automatico e ricostruisce completamente la pagina. Se manca una persona in questa lista, sei pregato di non aggiungerla, ma accertati piuttosto che la sua voce biografica contenga il template Bio e che i dati anagrafici siano correttamente compilati. Se il template Bio manca, inseriscilo tu stesso o, in alternativa, metti l'avviso {{tmp\|Bio}} che ne segnala la mancanza. Se i dati riportati sono sbagliati, correggi direttamente la voce biografica; le modifiche saranno visibili in questa lista entro pochi giorni. Per chiarimenti vedi il progetto biografie. La lista contiene solo le 116 persone che sono citate nell'enciclopedia e per le quali è stato implementato correttamente il template Bio. Pagina aggiornata al 18 lug 2025. |

- 1º novembre - Enrico Bomba, produttore cinematografico, regista e direttore del doppiaggio italiano (n. 1922)
- 1º novembre - Alun Pask, rugbista a 15 britannico (n. 1937)
- 1º novembre - Roberto Sambonet, designer e pittore italiano (n. 1924)
- 1º novembre - Paul Zumthor, filologo e critico letterario svizzero (n. 1915)
- 2 novembre - Giuseppe Giovanni Battaglia, poeta, drammaturgo e scrittore italiano (n. 1951)
- 2 novembre - June Brewster, attrice statunitense (n. 1909)
- 2 novembre - Goderdzi Urgebadze, presbitero e santo georgiano (n. 1929)
- 3 novembre - Alessandro Ciferri, calciatore italiano (n. 1912)
- 3 novembre - Cookie Cunningham, giocatore di football americano, cestista e allenatore di pallacanestro statunitense (n. 1905)
- 3 novembre - Livio Galanti, critico letterario italiano (n. 1913)
- 3 novembre - Angelo Jacomuzzi, scrittore e critico letterario italiano (n. 1929)
- 3 novembre - John Orchard, attore britannico (n. 1928)
- 3 novembre - Mario Revollo Bravo, cardinale e arcivescovo cattolico colombiano (n. 1919)
- 4 novembre - Lanfranco Caretti, filologo, critico letterario e italianista italiano (n. 1915)
- 4 novembre - Gilles Deleuze, filosofo francese (n. 1925)
- 4 novembre - Eddie Egan, attore statunitense (n. 1930)
- 4 novembre - Prawitz Öberg, calciatore svedese (n. 1930)
- 4 novembre - Ferruccio Pelli, avvocato, notaio e politico svizzero (n. 1916)
- 4 novembre - Yitzhak Rabin, politico e generale israeliano (n. 1922)
- 4 novembre - Francesco Santoro-Passarelli, giurista italiano (n. 1902)
- 5 novembre - Gene Englund, cestista, allenatore di pallacanestro e arbitro di pallacanestro statunitense (n. 1917)
- 5 novembre - Ernest Gellner, filosofo, antropologo e sociologo inglese (n. 1925)
- 6 novembre - Bill Cheesbourg, pilota automobilistico statunitense (n. 1927)
- 6 novembre - Aneta Corsaut, attrice statunitense (n. 1933)
- 6 novembre - Ernst Mengersen, ufficiale tedesco (n. 1912)
- 7 novembre - Mauro Bordon, politico italiano (n. 1914)
- 7 novembre - Ann Dunham, antropologa statunitense (n. 1942)
- 7 novembre - John Patrick, drammaturgo e sceneggiatore statunitense (n. 1905)
- 8 novembre - Oleh Makarov, calciatore sovietico (n. 1929)
- 8 novembre - Gertrude Messinger, attrice statunitense (n. 1911)
- 8 novembre - Aimé Nuic, calciatore francese (n. 1912)
- 9 novembre - Alessandro Cicognini, compositore italiano (n. 1906)
- 9 novembre - Serafino Famà, avvocato italiano (n. 1938)
- 9 novembre - Geraldine Katt, attrice austriaca (n. 1921)
- 10 novembre - Eddie Clamp, calciatore inglese (n. 1934)
- 10 novembre - Ria De Simone, attrice e cantante italiana (n. 1947)
- 10 novembre - Pasquale Discepolo, ingegnere e mineralogista italiano (n. 1916)
- 10 novembre - Odette Prévost, religiosa francese (n. 1932)
- 10 novembre - Ken Saro-Wiwa, scrittore, poeta e attivista nigeriano (n. 1941)
- 10 novembre - Franco Silva, attore italiano (n. 1920)
- 11 novembre - Corneliu Coposu, politico e giornalista romeno (n. 1914)
- 11 novembre - Koloman Gögh, calciatore e allenatore di calcio cecoslovacco (n. 1948)
- 11 novembre - Giancarlo Maestri, attore, doppiatore e direttore del doppiaggio italiano (n. 1934)
- 11 novembre - René Wellek, critico letterario austriaco (n. 1903)
- 12 novembre - Robert Stephens, attore britannico (n. 1931)
- 12 novembre - Willie Telfer, allenatore di calcio e calciatore scozzese (n. 1925)
- 12 novembre - Armando Vatta, calciatore italiano (n. 1908)
- 13 novembre - Erdoğan Partener, cestista turco (n. 1929)
- 13 novembre - Adriana Serra, attrice, conduttrice televisiva e annunciatrice televisiva italiana (n. 1921)
- 13 novembre - Orlando Sirola, tennista italiano (n. 1928)
- 13 novembre - John Van Eyssen, attore britannico (n. 1922)
- 14 novembre - Jack Finney, autore di fantascienza statunitense (n. 1911)
- 14 novembre - Roberto Giovannini, politico italiano (n. 1918)
- 14 novembre - Les Horvath, giocatore di football americano statunitense (n. 1921)
- 15 novembre - Lorenzo Biasutti, politico italiano (n. 1901)
- 15 novembre - Franco Donatelli, fumettista e illustratore italiano (n. 1925)
- 15 novembre - Carl Alfred Meier, psichiatra e docente svizzero (n. 1905)
- 15 novembre - Troy Melton, attore e stuntman statunitense (n. 1921)
- 16 novembre - Nino Casiglio, scrittore e educatore italiano (n. 1921)
- 16 novembre - Charles Gordone, drammaturgo e attore statunitense (n. 1925)
- 17 novembre - Agasi Arutjunovič Babajan, regista sovietico (n. 1921)
- 17 novembre - Ferdinando Barison, psichiatra italiano (n. 1906)
- 17 novembre - Evgenij Bulančik, ostacolista sovietico (n. 1922)
- 17 novembre - Salvatore Martirano, compositore statunitense (n. 1927)
- 18 novembre - Reinhard Kolldehoff, attore tedesco (n. 1914)
- 18 novembre - Michele Scozia, politico italiano (n. 1928)
- 18 novembre - Marcello Spada, attore italiano (n. 1905)
- 19 novembre - Don Anielak, cestista e allenatore di pallacanestro statunitense (n. 1930)
- 19 novembre - Pellegrino Riccardi, magistrato e antifascista italiano (n. 1905)
- 19 novembre - Wan Guchan, regista cinese (n. 1900)
- 20 novembre - Tarcisio Carboni, vescovo cattolico italiano (n. 1923)
- 20 novembre - Lester Finch, allenatore di calcio e calciatore inglese (n. 1909)
- 20 novembre - Sergej Grin'kov, pattinatore artistico su ghiaccio sovietico (n. 1967)
- 20 novembre - Kim Sung-jae, cantante, modello e ballerino sudcoreano (n. 1972)
- 21 novembre - Peter Grant, produttore discografico e manager britannico (n. 1935)
- 21 novembre - Dorothy Jeakins, costumista statunitense (n. 1914)
- 21 novembre - Fabrizio Levati, allenatore di calcio e dirigente sportivo italiano (n. 1945)
- 21 novembre - Leon Lishner, basso-baritono e insegnante statunitense (n. 1913)
- 21 novembre - Leila Mourad, cantante e attrice egiziana (n. 1918)
- 22 novembre - Leonardo Bercovici, sceneggiatore e regista statunitense (n. 1908)
- 22 novembre - Giotto Ciardi, carabiniere italiano (n. 1921)
- 22 novembre - Maria Cumani Quasimodo, attrice, danzatrice e poetessa italiana (n. 1908)
- 22 novembre - Aldo Ducci, politico italiano (n. 1923)
- 22 novembre - Paolo Santarcangeli, poeta, scrittore e saggista italiano (n. 1909)
- 22 novembre - Margaret St. Clair, scrittrice statunitense (n. 1911)
- 23 novembre - Junior Walker, sassofonista e cantante statunitense (n. 1931)
- 23 novembre - Louis Malle, regista, sceneggiatore e produttore cinematografico francese (n. 1932)
- 23 novembre - Einari Teräsvirta, ginnasta finlandese (n. 1914)
- 23 novembre - Steven Wood, canoista australiano (n. 1961)
- 24 novembre - Ivar Bjare, slittinista svedese (n. 1943)
- 24 novembre - John Craven, attore statunitense (n. 1916)
- 24 novembre - Dominic Ignatius Ekandem, cardinale e arcivescovo cattolico nigeriano (n. 1917)
- 24 novembre - Eraldo Fozzer, scultore italiano (n. 1908)
- 24 novembre - Jeffrey Lynn, attore statunitense (n. 1909)
- 25 novembre - Gerardo De Michele, medico e politico italiano (n. 1917)
- 25 novembre - Nikolaj Drozdeckij, hockeista su ghiaccio russo (n. 1957)
- 25 novembre - Paolo Gobetti, partigiano, critico cinematografico e regista italiano (n. 1925)
- 25 novembre - Filippo Micheli, politico italiano (n. 1911)
- 25 novembre - Luigi Monfardini, pittore italiano (n. 1915)
- 25 novembre - Boris Vladimirovič Rycarev, regista sovietico (n. 1930)
- 26 novembre - Roberto Bachi, statistico italiano (n. 1909)
- 26 novembre - Frank Cole, cestista britannico (n. 1912)
- 26 novembre - Toshia Mori, attrice giapponese (n. 1912)
- 26 novembre - Bengt Palmquist, velista svedese (n. 1923)
- 27 novembre - Giancarlo Baghetti, pilota automobilistico e giornalista italiano (n. 1934)
- 27 novembre - José Martín Colmenarejo, ciclista su strada spagnolo (n. 1936)
- 27 novembre - Mārtiņš Zemītis, calciatore lettone (n. 1896)
- 28 novembre - Suchan Babaev, politico sovietico (n. 1910)
- 28 novembre - Brunhilde Hendrix, velocista tedesca (n. 1938)
- 29 novembre - Adolfo Orrù, incisore, pittore e scultore italiano (n. 1909)
- 30 novembre - Werner Eilitz, calciatore tedesco orientale (n. 1923)
- 30 novembre - Raimo Heino, scultore, designer e medaglista finlandese (n. 1932)
- 30 novembre - Dante Lugo, calciatore argentino (n. 1933)
- 30 novembre - Bruno W. Pantel, attore, doppiatore e cabarettista tedesco (n. 1921)
- 30 novembre - Rafael Portillo, regista cinematografico e sceneggiatore messicano (n. 1916)
- 30 novembre - William Roerick, attore statunitense (n. 1911)